# 6644 Jugaku
A 6644 Jugaku (ideiglenes jelöléssel 1991 AA) egy kisbolygó a Naprendszerben. Takahasi Acusi és Vatanabe Kazuró fedezte fel 1991. január 5-én.